# El Almendro
El Almendro és un poble de la província de Huelva (Andalusia), que pertany a la comarca d'El Andévalo.

## Demografia
| 1996 | 1998 | 1999 | 2000 | 2001 | 2002 | 2003 | 2004 | 2005 |
| ---- | ---- | ---- | ---- | ---- | ---- | ---- | ---- | ---- |
| 862  | 880  | 874  | 864  | 851  | 823  | 841  | 834  | 831  |